# Territorios ocupados por Israel
Como territorios ocupados por Israel se ha conocido a aquellos territorios que fueron ocupados militarmente por el Estado de Israel tras la guerra de los Seis Días de 1967: los Territorios Palestinos de Cisjordania (incluida Jerusalén Este) y la Franja de Gaza, la mayor parte de los Altos del Golán de Siria y, hasta 1982, la península del Sinaí de Egipto. Desde la guerra de Gaza de 2023-25, Israel también ocupa militarmente cinco posiciones en el sur del Líbano y el resto de la parte siria de los Altos del Golán.
El primer uso del término «territorios ocupados» tuvo lugar en la Resolución N° 242 (S/RES/242) del Consejo de Seguridad de las Naciones Unidas tras la guerra de los seis días de 1967, la cual llamaba al «retiro de las fuerzas armadas israelíes de los territorios que ocuparon» y al respeto a «la soberanía, la integridad territorial y la independencia política de todos los Estados de la zona». La anexión de Jerusalén Este por parte de Israel en 1980 no ha sido reconocida por ningún país, mientras que la de los Altos del Golán en 1981 tan solo ha sido reconocida por los Estados Unidos. Ambas anexiones han sido declaradas «nula y carente de valor» por sendas resoluciones del Consejo de Seguridad de la ONU, las resoluciones 478 y 497 respectivamente. Luego de la retirada de Israel de la península del Sinaí en 1982, como parte del tratado de paz entre Egipto e Israel, el Sinaí dejó de ser considerado como territorio ocupado. Israel unilateralmente se retiró de Gaza en septiembre de 2005 y declaró ya no estar en ocupación de la Franja. Sin embargo, dado que aún retiene el control del espacio aéreo y costero en la zona, Israel continúa siendo considerado una potencia ocupante por el Consejo de Seguridad de las Naciones Unidas.
La Corte Internacional de Justicia, la Asamblea General de las Naciones Unidas y el Consejo de Seguridad de las Naciones Unidas, así como gran parte de la comunidad internacional, catalogan a Israel como «potencia ocupante». La postura israelí es que Cisjordania no es un territorio ocupado sino en disputa; que la Franja de Gaza no es territorio ocupado después de que la abandonase en 2005; y que Jerusalén Este y los Altos del Golán son territorio integral israelí después de haber sido anexionados, la primera de iure y la segunda de facto.

## Reseña
La importancia de la designación de esos territorios como ocupados radica en que, bajo el derecho internacional, existen ciertas obligaciones legales que recaen sobre la potencia ocupante. De acuerdo al derecho internacional, existen ciertas leyes de guerra que rigen la ocupación militar, incluyendo a las Convenciones de La Haya de 1899 y 1907 y al Cuarto Convenio de Ginebra. Una de esas obligaciones es mantener el statu quo hasta la suscripción de un acuerdo de paz, la resolución de condiciones específicas estipuladas en un acuerdo de paz o la formación de un nuevo gobierno civil.
Israel cuestiona ser un poder ocupante en relación a los territorios palestinos, así como que los asentamientos israelíes en esos territorios constituyan una violación de sus obligaciones como poder ocupante y por tanto una infracción a los Convenios de Ginebra.

## Posición de la comunidad internacional
El término oficial usado por el Consejo de Seguridad de las Naciones Unidas para describir los territorios ocupados por Israel es «los territorios árabes ocupados desde 1967, incluyendo Jerusalén», el cual es usado por ejemplo en las Resoluciones 446 (1979), 452 (1979), 465 (1980) y 484 (1980). Asimismo, una conferencia de miembros de la Cuarta Convención de Ginebra y el Comité Internacional de la Cruz Roja han resuelto que esos territorios son «territorios ocupados» y que las disposiciones de la Cuarta Convención de Ginebra le son aplicables.
El representante de la Cruz Roja para Israel y los territorios ocupados ha afirmado que el establecimiento de asentamientos israelíes en los territorios ocupados es una grave violación de las Convenciones de Ginebra. El CICR también sostiene que el desplazamiento de los palestinos que puedan ocurrir debido a los asentamientos también viola el artículo 49 de la Cuarta Convención de Ginebra.

## La península del Sinaí
Israel capturó la península del Sinaí de Egipto en la Guerra de los Seis Días de 1967. Estableció asentamientos a los largo del golfo de Aqaba y en la zona noreste, justo debajo de la Franja de Gaza. El retorno de la península del Sinaí a Egipto fue acordado en 1979 como consecuencia del tratado de paz egipcio-israelí. Conforme a lo estipulado, Israel desmanteló dieciocho asentamientos, dos bases aéreas, una base naval y otras instalaciones, incluyendo la única instalación petrolera que tuvo bajo su control, finalizando totalmente la ocupación en 1982.

## Los Altos del Golán

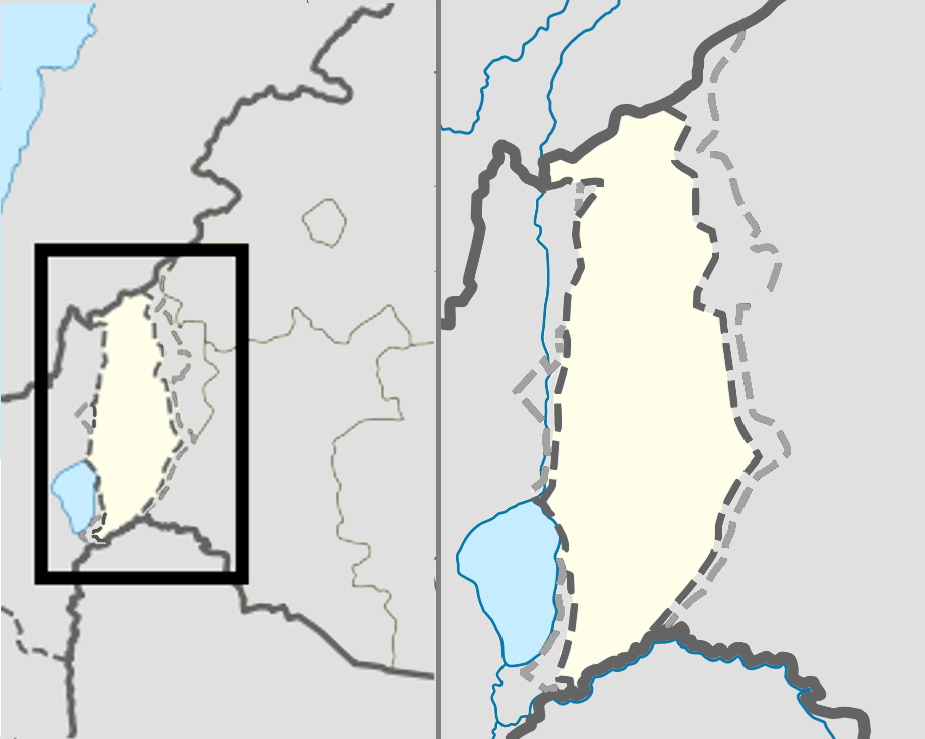
Localización de los Altos del Golán; en color más claro, el área anexada por Israel.

Israel conquistó estos territorios durante la Guerra de los Seis Días (1967), cuando Siria intentó invadir Israel, manteniéndolos durante la Guerra de Yom Kipur (1973). En 1981, Israel los incorporó a su territorio (Distrito Norte), aplicándoles su sistema legal, administrativo y jurisdiccional y ofreciendo a sus habitantes la ciudadanía israelí; mediante una ley aprobada por su Parlamento que elude emplear el término anexión. La resolución 497 del Consejo de Seguridad de la ONU, aprobada por unanimidad, declaró en diciembre de 1981 que la decisión israelí era «nula y sin valor». Esta resolución se ha dictado en virtud del Capítulo VI de la Carta de las Naciones Unidas, siendo el Capítulo VII el único que permite la adopción de resoluciones vinculantes, en interpretación literal de la Carta. La Corte Internacional de Justicia, en una opinión consultiva no vinculante acerca de Namibia (21 de junio de 1971), interpretó que, con base en los artículos 24,2 y 25 de la Carta, el Consejo de Seguridad tiene poderes generales, por lo que este puede adoptar decisiones obligatorias al margen del Capítulo VII.
Sin embargo, muchos expertos legales y diferentes personas y organismos, interpretando literalmente la Carta, tienen la opinión, de nulo valor jurídico, de que estas resoluciones del Consejo de Seguridad, al adoptarse al margen del Capítulo VII, no tienen carácter vinculante.

### Las Granjas de Shebaa

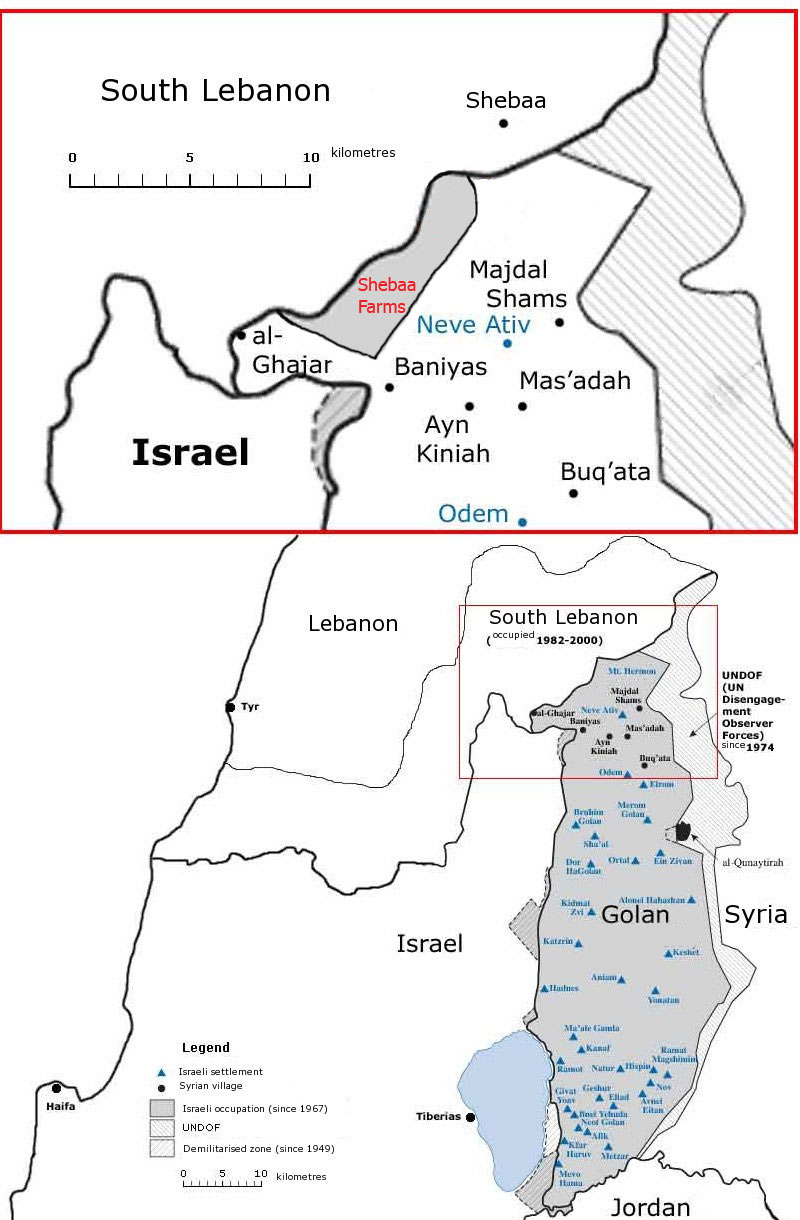
Ubicación de las Granjas de Shebaa

Adyacente a los Altos del Golán se encuentran las Granjas de Shebaa, una pequeña porción de tierra cuya soberanía se disputan Líbano y Siria y que Israel mantiene ocupada militarmente junto con los vecinos Altos del Golán. Las reclamaciones libanesas se basan en los mapas anteriores a la independencia del Líbano y Siria, pues entre los años veinte y cincuenta esta zona pagaba sus impuestos a las autoridades libanesas. En cambio, y ante la ausencia de una clara frontera internacional entre ambos países, Siria pasó a controlar las Granjas de Shebaa a partir de los años cincuenta. Cuando Israel conquistó los Altos del Golán en 1967, hizo lo propio con las Granjas de Shebaa, y cuando se anexionó los Altos en 1981 (un movimiento que no fue reconocido por ningún país del mundo), las Granjas iban incluidas en dicho territorio. Israel ocupó el sur del Líbano entre los años 1982 y 2000, pero cuando sus tropas se retiraron del territorio libanés siguieron ocupando las Granjas de Shebaa, aduciendo que estas son territorio sirio.

## Territorios Palestinos
Estos territorios fueron parte del Mandato Británico de Palestina y tienen una población compuesta principalmente por Árabes Palestinos, incluyendo un número significativo de refugiados que fueron expulsados del territorio controlado por Israel después de la Guerra árabe israelí de 1948.
Jordania ocupó Cisjordania, incluyendo Jerusalén Este desde 1948 a 1967, anexándola en 1950 y concediendo ciudadanía jordana a sus residentes en 1954 (tanto la anexión como la concesión de ciudadanía fueron dejados sin efecto cuando Jordania reconoció a la Organización para la Liberación de Palestina como el único representante del pueblo palestino). Egipto administró la Franja de Gaza de 1948 a 1967, aunque no la anexó ni concedió ciudadanía a sus pobladores.[cita requerida]

### Cisjordania

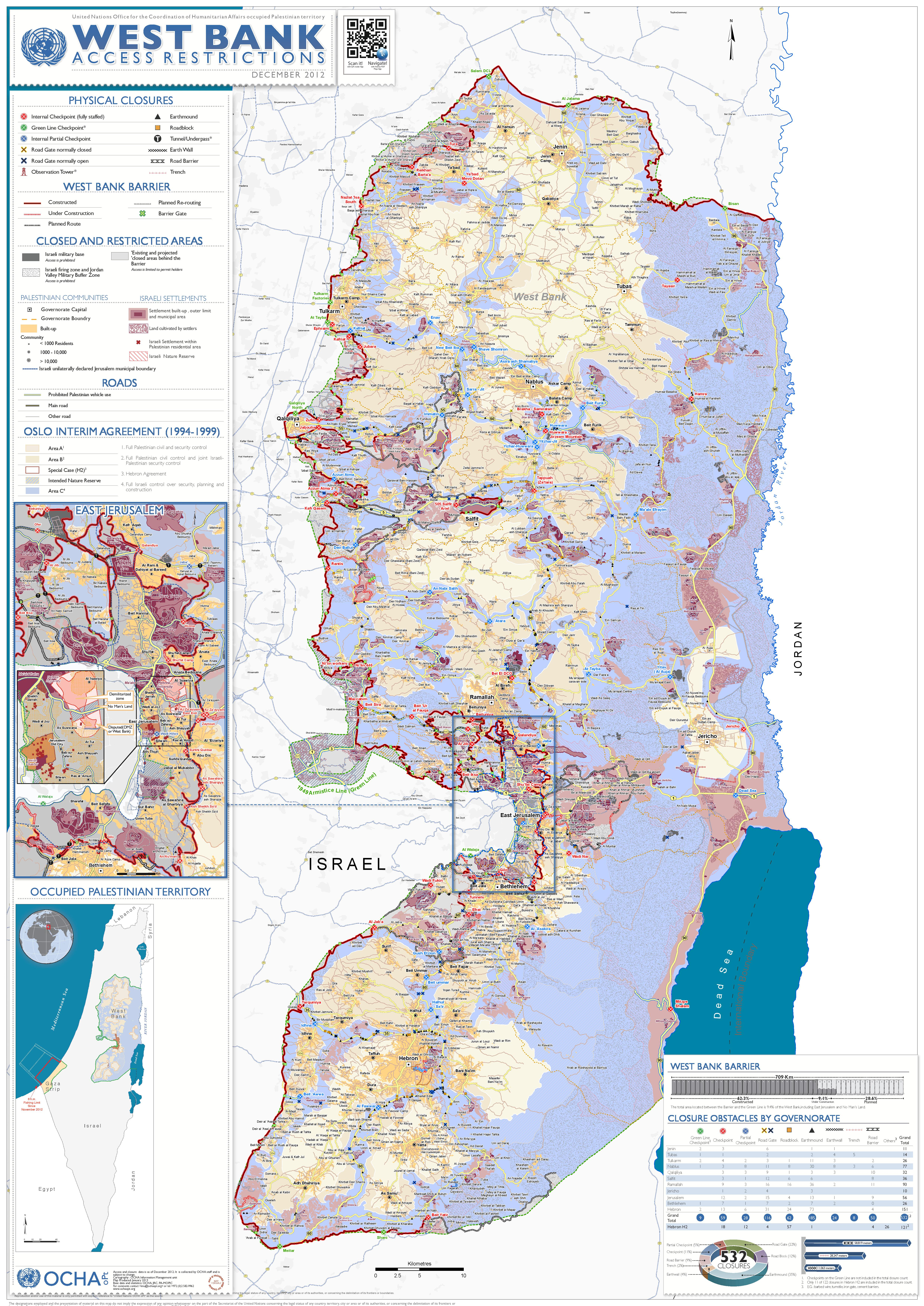
Mapa de Cisjordania (2012), con el trazado de la Barrera en rojo. Los asentamientos israelíes aparecen en magenta oscuro, sus términos municipales en magenta claro, y en magenta punteado las áreas cultivadas por israelíes. En amarillo oscuro las zonas urbanas palestinas, en amarillo claro el Área A (control exclusivo palestino) y el Área B (control civil palestino y militar israelí). En malva, el Área C (control exclusivo israelí). Las líneas amarillas indican las carreteras de acceso prohibido a los palestinos: unen entre sí los asentamientos israelíes, y éstos a Israel.

Tras la Segunda Guerra Mundial, la Asamblea General de Naciones Unidas aprobó la Resolución 181 del 29 de noviembre de 1947, que dictaminó la partición del Mandato Británico en dos estados independientes, uno judío y otro árabe. Cisjordania estaba destinada a formar parte de este último.[cita requerida] Los países árabes rechazaron el plan de partición y declararon la guerra al Estado judío. Tras la guerra árabe-israelí de 1948 y el Armisticio de 1949, que definió los límites provisionales mediante la Línea Verde poniendo fin a la contienda, la zona pasó a administración jordana de facto hasta 1967. En 1950, Jordania (hasta entonces llamada Transjordania) pretendió anexionarse Cisjordania de iure —anexión que no fue reconocida por casi ningún país del mundo—, situación que el reino hachemita mantuvo hasta que Israel ocupó Cisjordania en 1967, durante la Guerra de los Seis Días.
Desde entonces, Israel administró Cisjordania bajo un régimen de ocupación militar, hasta que en 1982 el gobierno de Israel estableció para los territorios palestinos un organismo específico, la Administración Civil (CA), dependiente del COGAT (Coordinator of Government Activities in the Territories), que es una unidad del Ministerio de Defensa de Israel. Su mandato incluía atender tanto a los colonos israelíes como a la población palestina. En 1980, Israel anexionó la parte oriental de Jerusalén conquistada en 1967. En la década de 1980 se aceleró la creación de nuevos asentamientos israelíes, y los colonos de Cisjordania casi doblaron su población que pasó de 35.000 personas en 1984 a 64.000 en 1988, para alcanzar 130.000 a mediados de los noventa.
A principios de 1988 la Primera Intifada, que había estallado en la Franja de Gaza en diciembre de 1987 en protesta contra las condiciones de ocupación, se extendió rápidamente por toda Cisjordania. Duró hasta 1993, cesando con el inicio de las negociaciones de paz que se entablaban en Oslo para buscar una solución al conflicto israelí-palestino.
En el año 1988, Jordania renunció a sus pretensiones soberanas sobre el territorio, y desde entonces no rige sobre Cisjordania ninguna soberanía formalmente reconocida.
En el marco de los acuerdos de Oslo, Israel y la Organización para la Liberación de Palestina (OLP) firmaron en 1995 el Acuerdo Interino sobre Cisjordania y la Franja de Gaza (conocido como Oslo II o Acuerdos de Taba). El acuerdo sentó las bases de la creación de la Autoridad Nacional Palestina (ANP) a la que fue transferida la administración de la Franja de Gaza y de parte del territorio de Cisjordania, excepto Jerusalén Este cuyo estatus iba a decidirse en negociaciones posteriores. El territorio de Cisjordania fue dividido en tres áreas: el área A, bajo control civil y militar de la ANP, el área B, bajo control civil de la ANP y control militar conjunto con Israel, y el área C, bajo control militar exclusivo y control civil casi total de Israel.
En la actualidad, Cisjordania sigue parcialmente bajo administración militar israelí y parcialmente bajo la Autoridad Nacional Palestina. El 62 % de Cisjordania es zona C –bajo control israelí total— y es la única con continuidad territorial; rodea y fragmenta las zonas A y B, lo que compromete la unidad territorial del futuro Estado Palestino. A finales de 2010, todavía había 99 puestos de control israelíes y 505 obstrucciones de varios tipos en carreteras, que dificultan la libre circulación de los palestinos en Cisjordania.

### Franja de Gaza
En 1967, tras la Guerra de los Seis Días, la franja fue conquistada por Israel, al igual que Cisjordania, el Sinaí y los Altos del Golán. La ONU adoptó por unanimidad la resolución 242 en la que exigía la retirada israelí de los territorios ocupados, a la vez que abogaba por el derecho de todos los estados de la región a unas fronteras seguras. Los palestinos la rechazaron, pues para ellos ignoraba sus derechos. Sus organizaciones se radicalizaron, aumentando entre 1968-1970 el número de operaciones de los fedayines y los atentados, que obtuvieron una desproporcionada respuesta israelí sobre la población civil palestina.
El comienzo de un proceso de paz bilateral entre Egipto e Israel tuvo como consecuencia no deseada la ruptura de relaciones diplomáticas del primero con la Organización para la Liberación de Palestina (OLP) y muchos de los países árabes.[cita requerida] Al firmar esta paz separada mediante los acuerdos de Camp David de 1978, se establecía también la posibilidad de crear en Gaza y Cisjordania un gobierno palestino autónomo durante un periodo transitorio de cinco años. Pero el estatuto posterior de tales territorios no se definía y quedaban bajo la tutela de Egipto y Jordania. Egipto fue expulsado de la Liga Árabe.
La Intifada comenzó en diciembre de 1987 como reacción espontánea de los jóvenes de Gaza y Cisjordania ante la instrumentalización de la cuestión palestina por parte de los países árabes. [cita requerida] Surgió al margen del aparato directivo de la OLP y en Gaza estuvo dirigida por la Yihad Islámica.[cita requerida]
Para recuperar la iniciativa política, la OLP aceptó en 1988 las resoluciones 242 y 338, reconociendo implícitamente a Israel.
Tras la Guerra del Golfo se celebró la Conferencia de Madrid entre Israel, Siria, Líbano y Jordania-OLP. Fue el primer encuentro de una serie de reuniones bilaterales que desembocaron en un acuerdo de paz israelo-palestino, establecido en Oslo en 1993, por el cual se otorgaba en un principio la autonomía sólo a la Franja de Gaza y a Jericó, en unos términos muy similares a los de Camp David. Posteriormente, en 1995 en Washington, se amplió el territorio controlado por la Autoridad Nacional Palestina (ANP) a otras áreas fragmentadas de Cisjordania. Las posteriores elecciones de 1996 fueron boicoteadas por Hamás y las organizaciones palestinas de izquierda, con lo que Fatah obtuvo la victoria. Entre 1994 y 1996 Israel levantó una barrera de seguridad alrededor de toda la franja, pero fue ampliamente dañada al comienzo de la segunda intifada en septiembre del 2000.
En febrero del 2005 el Parlamento israelí aprobó un plan de retirada unilateral de la franja, que se implementó ese mismo año: para septiembre los 9000 colonos israelíes habían sido desahuciados a la fuerza y todos sus asentamientos y la zona industrial conjunta de Erez fueron desmantelados.
De acuerdo con Israel, desde la toma del poder por parte de Hamás hasta finales de enero del 2008, 697 cohetes y 822 proyectiles de mortero han sido lanzados sobre poblaciones israelíes. Israel ha atacado supuestas lanzadoras de Qassam y objetivos militares y ha declarado la franja de Gaza "entidad hostil". En enero del 2008, Israel redujo drásticamente las salidas de Gaza y la entrada de mercancías, cortando también el suministro de combustible, lo que provocó escasez de energía y la denominada crisis de Gaza. Este bloqueo ha llevado a la comunidad internacional a condenar a Israel por lo que se considera un castigo colectivo a la población de Gaza. A pesar de los múltiples informes acerca de que en la franja hay falta de comida y otros elementos esenciales, Israel sostiene que en Gaza hay suficiente comida y energía para semanas.
El primer ministro israelí, Benjamín Netanyahu, ha reconocido que existe «presión internacional» sobre su país para poner fin al bloqueo a Gaza, pero recalcó que este continuará «por aire, mar y tierra» con el objetivo de «preservar la seguridad de Israel y su derecho a defenderse a sí mismo».
Entre el 14 y el 21 de noviembre del año 2012, la franja de Gaza fue duramente bombardeada por Israel en el marco de la Operación Pilar Defensivo: 163 personas murieron (de los que 26% eran niños) y 1269 resultaron heridas (el 34% eran niños) are children, según datos de la OMS. El 8 de julio de 2014 comenzó un nuevo asalto a la franja en el ámbito de la Operación Margen Protector que tras 50 días de bombardeos dejó 2145 muertos y 11.231 personas heridas.

### Jerusalén Este
Cuando la Guerra de los Seis Días estalló en junio de 1967, Israel estableció contactos con Jordania a través de las Naciones Unidas, dejando claro que si Jordania se abstiene de atacar a Israel, Israel no atacaría a Jordania. Sin embargo, los jordanos atacaron al oeste de Jerusalén y ocuparon el edificio del ex Alto Comisionado. Después de intensos combates, el ejército israelí recuperó el complejo y expulsó al ejército jordano del este de Jerusalén, dando lugar a la reunificación de la ciudad.
Después de la conquista de la ciudad por el ejército israelí, los muros que la dividían fueron derribados. Tres semanas más tarde, la Knéset promulgó la legislación unificadora de la ciudad, extendiendo la soberanía israelí sobre la parte oriental de la misma. El Barrio Judío, destruido en 1948, fue reconstruido y repoblado nuevamente. El Barrio Marroquí fue demolido por completo para dejar sitio a la explanada del Muro de las Lamentaciones, y sus habitantes fueron expulsados.
Un año más tarde, en 1968, se decidió que el día que marca la reunificación de Jerusalén -28 de Iyar de acuerdo con el calendario judío- sería feriado nacional en Israel, conmemorando el Día de Jerusalén.
El gobierno de Israel afirma que existe desde entonces tolerancia religiosa, que los miembros de todas las religiones tienen libre acceso a sus sitios sagrados, permitiendo a los judíos a regresar al Muro de las Lamentaciones y otros lugares sagrados, así como también que los musulmanes y los cristianos israelíes pueden visitar sus lugares sagrados en Jerusalén Este, ya que también a ellos se les había prohibido el ingreso desde 1948. Si bien el gobierno israelí apoya la libre práctica de las religiones, en noviembre de 2010 el Departamento de Estado de los Estados Unidos, en la sección dedicada a Israel y los Territorios Ocupados de su informe anual sobre la libertad religiosa en el mundo, afirma que existe una discriminación legal y estatal contra los no judíos y las ramas no ortodoxas del judaísmo, así como impedimentos y restricciones de acceso a los lugares santos para los fieles de religiones distintas a la judía, un hecho que el informe viene denunciando desde hace varios años.
La Ley fundamental: Jerusalén capital de Israel fue aprobada por la Knéset el 30 de julio de 1980, proclamándola oficial y unilateralmente como "capital eterna e indivisible de Israel y el pueblo judío". Al mes siguiente, el Consejo de Seguridad de las Naciones Unidas condenó la Ley de Jerusalén, con la única abstención de Estados Unidos, mediante la Resolución 478, que afirma que esta ley constituye «una violación del derecho internacional» y era «un serio obstáculo para el logro de una paz completa, justa y duradera en el Oriente Medio».
Tras el tratado de paz firmado con el rey Hussein I de Jordania en 1994, estos pasaron a realizar la custodia de los lugares santos musulmanes de la ciudad, garantizando el libre acceso a los lugares de importancia religiosa e histórica.[cita requerida]
A raíz de las sublevaciones árabes, en 2003 el gobierno israelí decidió aislar la ciudad de territorio cisjordano con una valla de seguridad, para prevenir lo que considera actos de terrorismo. En Palestina suele denominársele en árabe como «Muro de la segregación racial» ( جذار الفصل العنصوري yidar al-fasl al-'unsuri), «Nuevo Muro de la Vergüenza» o «Muro del apartheid» (Apartheid Wall), en referencia al antiguo régimen racista sudafricano,. Esta denominación también es utilizada por algunos detractores de la barrera. La denominación «Muro de Cisjordania», o simplemente «Muro», es utilizada por algunas organizaciones pro-derechos humanos, entre las que se encuentran UNICEF y Amnistía Internacional. En los medios de comunicación internacionales suele utilizarse el término inglés barrier («barrera»), y en España, los medios de comunicación y la clase política acostumbran a denominarlo «Muro de Cisjordania». La diplomacia israelí ha deplorado esta práctica que considera "descalificadora" por parte de los medios de comunicación españoles.
La Asamblea General de las Naciones Unidas aprobó el 21 de octubre de 2003 (con 144 votos a favor, 4 en contra y 12 abstenciones) una resolución sin carácter vinculante propuesta por Jordania en la que se instaba a Israel a detener la construcción de la barrera y a proceder al desmantelamiento de la parte terminada, por considerarla «ilegal». En esta resolución, la ES-10/13, se «exigió» que «Israel detuviera y revirtiera la construcción del muro en el territorio palestino ocupado, incluida Jerusalén oriental y sus alrededores, que se apartaba de la línea de armisticio de 1949 y era incompatible con las disposiciones pertinentes del derecho internacional (párr. 1). En el párrafo 3, la Asamblea General pidió al Secretario General que informara «periódicamente del cumplimiento de la (...) resolución» y que presentara en el término de un mes el primer informe sobre el cumplimiento del párrafo 1 de dicha resolución». El 24 de noviembre de 2003 se publicó el informe elaborado por el Secretario General en cumplimiento de esta resolución.

### Posición de la comunidad internacional en torno a los territorios palestinos ocupados
En mayo de 2015 el secretario general de la ONU, Ban Ki-moon, criticó las últimas decisiones de Israel para expandir asentamientos en territorios ocupados de Cisjordania y Jerusalén Este y recordó que estos son ilegales bajo la legislación internacional.
En noviembre de 2015, la Unión Europea a través de la Comisión Europea aprobó unas directrices que ordenan que los productos agrícolas y cosméticos fabricados en los asentamientos israelíes de Cisjordania, Jerusalén Este y el Golán, territorios ocupados por Israel, marquen explícitamente en la etiqueta su procedencia cuando se venden en la Unión Europea. Según fuentes comunitarias, citadas por el diario El País, «el territorio ocupado no es parte del Estado soberano de Israel, de modo que los productos no pueden ser vendidos como Made in Israel».
El 23 de diciembre de 2015, la Asamblea General de las Naciones Unidas adoptó una resolución demandando la soberanía palestina sobre los recursos naturales en los territorios palestinos bajo ocupación israelí. Asimismo, hizo un llamado a Israel para que desista de la explotación, daño o pérdidas en los recursos naturales palestinos y el derecho de los palestinos de obtener una restitución por la destrucción. La moción fue aprobada por 164 votos contra 5, con Canadá, Micronesia, Israel, Islas Marshall y los Estados Unidos como los únicos opositores al acuerdo.
En enero de 2016 la ONU volvió a solicitar a Israel que detenga su política de asentamientos en territorio palestino, calificándolas de «una afrenta para el pueblo palestino y la comunidad internacional». En respuesta a esta exhortación, el primer ministro de Israel Benjamin Netanyahu acusó al secretario general Ban Ki-moon de alentar el terrorismo.
El 5 de octubre de 2016 el Departamento de Estado de los Estados Unidos condenó enérgicamente la decisión de Israel de seguir adelante con un plan que profundizará significativamente los asentamientos en Cisjordania, precisando que «seguir con este nuevo asentamiento es otro paso para cimentar la realidad de un solo Estado de perpetua ocupación».
En 2024, la Corte Internacional de Justicia declaró que el control ejercido por Israel en los territorios palestinos ocupados ―Cisjordania, Gaza y Jerusalén Este― viola las leyes internacionales, instando al gobierno israelí a cesar la actividad colonizadora, así como a reparar el daño causado por la ocupación. En septiembre de 2024, La Asamblea General de las Naciones Unidas adoptó una resolución no vinculante redactada por la delegación palestina que exige a Israel que ponga fin a «su presencia ilegal en el territorio palestino ocupado» en un plazo de 12 meses. La resolución fue aprobada por 124 votos a favor y 14 en contra, incluido Israel y Estados Unidos, y 43 abstenciones. El embajador palestino calificó la votación como un punto de inflexión «en nuestra lucha por la libertad y la justicia», mientras que su homólogo israelí la calificó como «terrorismo diplomático».
La Asamblea también «exige que Israel cumpla sin demora todas sus obligaciones legales en virtud del derecho internacional, incluidas las estipuladas por la Corte Internacional de Justicia», entre otras:
- retirando todas sus fuerzas militares del Territorio Palestino Ocupado, incluidos su espacio aéreo y marítimo
- (b) poniendo fin a sus políticas y prácticas ilegales, incluido el cese inmediato de toda nueva actividad de asentamiento, la evacuación de todos los colonos del Territorio Palestino Ocupado y el desmantelamiento de las partes del muro construido por Israel que están situadas en el Territorio, y derogando toda la legislación y las medidas que crean o mantienen la situación ilegal

#### Resolución 2334 del Consejo de Seguridad de la ONU
El 23 de diciembre de 2016 el Consejo de Seguridad de la ONU aprobó una resolución condenando la política de Israel de establecer asentamientos en territorio palestino, reafirmando que la adquisición de territorio por la fuerza resulta inadmisible, y que en tal medida los asentamientos israelíes en los territorios palestinos ocupados desde 1967, incluyendo Jerusalén Este, no tienen validez legal y constituyen una flagrante violación al derecho internacional y un gran obstáculo para alcanzar una solución de dos estados (Palestina e Israel), así como una paz justa, duradera y completa.
La resolución, que fue aprobada con los votos a favor de 14 de los 15 miembros del Consejo de Seguridad, con la abstención de los Estados Unidos, reitera además la demanda de la ONU para que Israel cese inmediatamente todas sus actividades de construcción de asentamientos en los territorios palestinos ocupados y subraya que no reconocerá ningún cambio a las líneas alcanzadas en 1967. Así mismo, llama a adoptar inmediatos pasos para prevenir cualquier acto de violencia contra la población civil, incluyendo los actos de terrorismo.